# 秘鲁鲣鸟
秘魯鰹鳥（學名：Sula variegata）是一種秘魯的特有種雀鳥，主要分佈於南美洲西岸，由最南端的Punta Pariñas至到智利的康塞普西翁 。秘魯鰹鳥是棲息在秘魯海岸上第二多的海鳥，也是第二重要的海鳥糞生產者。二十世紀中中期，秘魯鰹鳥的數目達到3百萬。

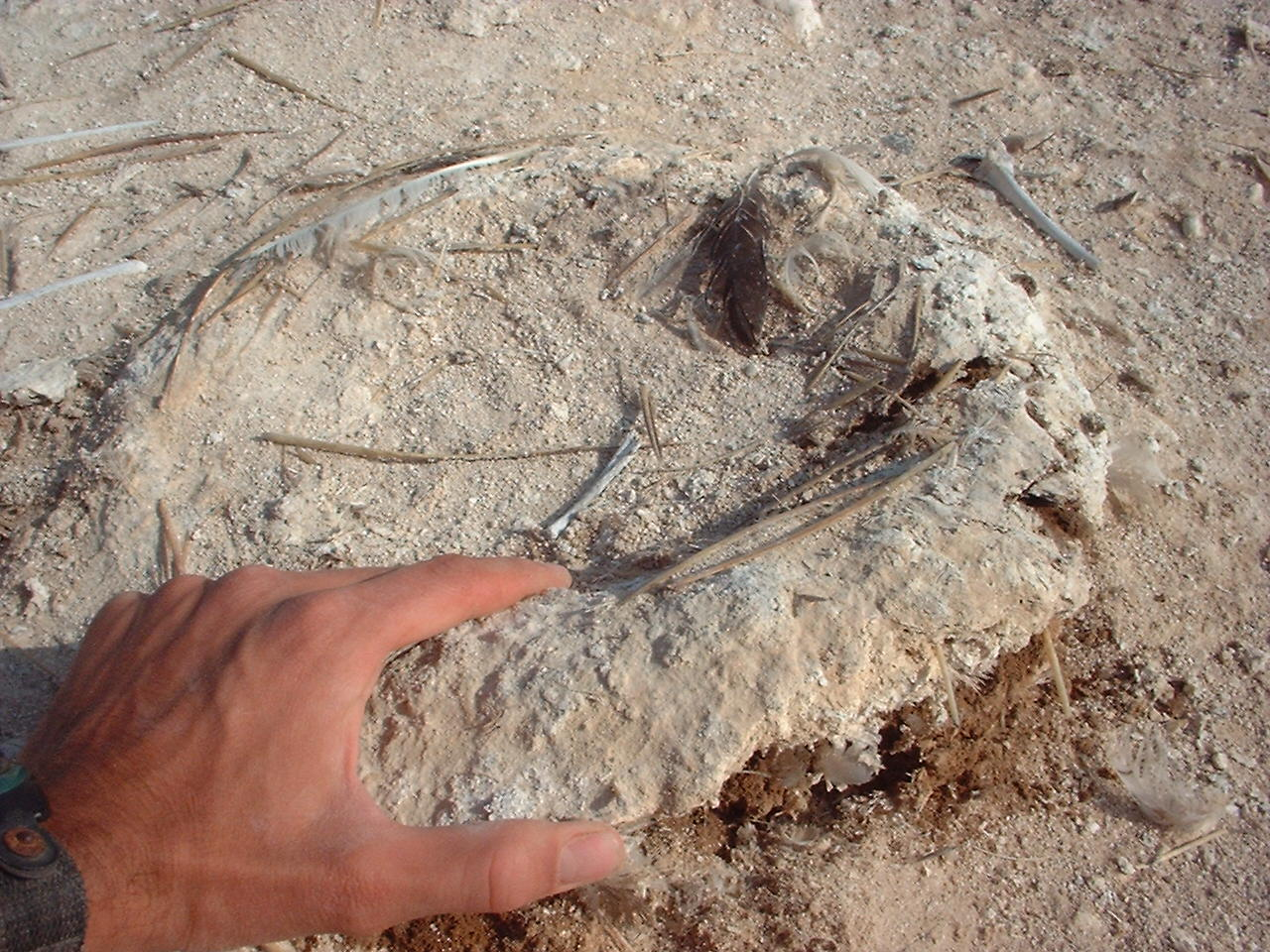
由海鳥糞和沙做成的秘魯鰹鳥窩。

在1982–83年的厄爾尼諾現象後，有不多於20萬的秘魯鰹鳥離開。 秘魯鰹鳥的數目自1984年開始回升， 到1996年秘魯鰹鳥的數目超過260萬。在1997–98年的厄爾尼諾現象在大部分秘魯鰹鳥完成繁殖季節後才開始，並引起了秘魯鰹鳥南遷。因為秘魯鰹鳥南遷，1997年在秘魯境內的秘魯鰹鳥的數目下降87.1%，在沿岸發現少數死去的秘魯鰹鳥。
秘魯鰹鳥一年四季都會繁殖，但主要的繁殖季節是在南半球的春夏季期間（9月至3月）。及後，秘魯鰹鳥會嘗試繁殖第二次，但是否進行會取決於食物的供應。秘魯鰹鳥每次會生產一至四隻蛋，但有時會生下2至3隻淡藍色的蛋。鳥蛋會在4至5週內孵化。繁殖的成功與否取決於食物的供應、鳥窩的位置、群聚的大小及時間。